# Cordia seleriana
Cordia seleriana är en strävbladig växtart som beskrevs av Merritt Lyndon Fernald. Cordia seleriana ingår i släktet Cordia, och familjen strävbladiga växter. Inga underarter finns listade i Catalogue of Life.